# Сержипі-Алагоас
Сержипі-Алагоас (Sergipe-Alagoas) — нафтогазоносний басейн у Бразилії.

## Характеристика
Площа 141 тис. км². 44 нафтових та 5 газових родовищ. Запаси 73 млн т нафти і 31 млрд м³ газу. Глибина залягання 400…3000 м.

## Технологія розробки
Експлуатується 15 родовищ. 686 свердловин (634 насосні). Річний видобуток 3 млн т нафти і 1,1 млрд м³ газу.